# Mesembrinella confusa
Mesembrinella confusa är en tvåvingeart som beskrevs av Seguy 1925. Mesembrinella confusa ingår i släktet Mesembrinella och familjen spyflugor.
Artens utbredningsområde är Peru. Inga underarter finns listade i Catalogue of Life.